# Doug Brown
Douglas Allen "Doug" Brown, född 12 juni 1964, är en amerikansk före detta professionell ishockeyspelare som tillbringade 15 säsonger i den nordamerikanska ishockeyligan National Hockey League (NHL), där han spelade för New Jersey Devils, Pittsburgh Penguins och Detroit Red Wings. Han producerade 374 poäng (160 mål och 214 assists) samt drog på sig 210 utvisningsminuter på 854 grundspelsmatcher. Han spelade också på lägre nivåer för Maine Mariners och Utica Devils i American Hockey League (AHL) och Boston College Eagles (Boston College) i National Collegiate Athletic Association (NCAA).
Brown är en tvåfaldig Stanley Cup-mästare med Detroit Red Wings för säsongerna 1996-1997 & 1997-1998.
Han blev aldrig NHL-draftad.
Han är bror till Greg Brown och far till Patrick Brown. Brown är alternativt var gift med Maureen Mara, som ingår i släkten som äger New York Giants (NFL) och är släktingar till bland andra Kate Mara och Rooney Mara.

## Statistik
| 1982–1983   | Boston College Eagles | NCAA        | 22  | 9   | 8   | 17  | 0   | —   | —  | —  | —  | —  |
| 1983–1984   | Boston College Eagles | NCAA        | 38  | 11  | 10  | 21  | 6   | —   | —  | —  | —  | —  |
| 1984–1985   | Boston College Eagles | NCAA        | 45  | 37  | 31  | 68  | 20  | —   | —  | —  | —  | —  |
| 1985–1986   | Boston College Eagles | NCAA        | 38  | 16  | 40  | 56  | 16  | —   | —  | —  | —  | —  |
| 1986–1987   | New Jersey Devils     | NHL         | 4   | 0   | 1   | 1   | 0   | —   | —  | —  | —  | —  |
|             | Maine Mariners        | AHL         | 73  | 24  | 34  | 58  | 15  | —   | —  | —  | —  | —  |
| 1987–1988   | New Jersey Devils     | NHL         | 70  | 14  | 11  | 25  | 20  | 19  | 5  | 1  | 6  | 6  |
|             | Utica Devils          | AHL         | 2   | 0   | 2   | 2   | 2   | —   | —  | —  | —  | —  |
| 1988–1989   | New Jersey Devils     | NHL         | 63  | 15  | 10  | 25  | 15  | —   | —  | —  | —  | —  |
|             | Utica Devils          | AHL         | 4   | 1   | 4   | 5   | 0   | —   | —  | —  | —  | —  |
| 1989–1990   | New Jersey Devils     | NHL         | 69  | 14  | 20  | 34  | 16  | 6   | 0  | 1  | 1  | 2  |
| 1990–1991   | New Jersey Devils     | NHL         | 58  | 14  | 16  | 30  | 4   | 7   | 2  | 2  | 4  | 2  |
| 1991–1992   | New Jersey Devils     | NHL         | 71  | 11  | 17  | 28  | 27  | —   | —  | —  | —  | —  |
| 1992–1993   | New Jersey Devils     | NHL         | 15  | 0   | 5   | 5   | 2   | —   | —  | —  | —  | —  |
|             | Utica Devils          | AHL         | 25  | 11  | 17  | 28  | 8   | —   | —  | —  | —  | —  |
| 1993–1994   | Pittsburgh Penguins   | NHL         | 77  | 18  | 37  | 55  | 18  | 6   | 0  | 0  | 0  | 2  |
| 1994–1995   | Detroit Red Wings     | NHL         | 45  | 9   | 12  | 21  | 16  | 18  | 4  | 8  | 12 | 2  |
| 1995–1996   | Detroit Red Wings     | NHL         | 62  | 12  | 15  | 27  | 4   | 13  | 3  | 3  | 6  | 4  |
| 1996–1997   | Detroit Red Wings     | NHL         | 49  | 6   | 7   | 13  | 8   | 14  | 3  | 3  | 6  | 2  |
| 1997–1998   | Detroit Red Wings     | NHL         | 80  | 19  | 23  | 42  | 12  | 9   | 4  | 2  | 6  | 0  |
| 1998–1999   | Detroit Red Wings     | NHL         | 80  | 9   | 19  | 28  | 42  | 10  | 2  | 2  | 4  | 4  |
| 1999–2000   | Detroit Red Wings     | NHL         | 51  | 10  | 8   | 18  | 12  | 3   | 0  | 1  | 1  | 0  |
| 2000–2001   | Detroit Red Wings     | NHL         | 60  | 9   | 13  | 22  | 14  | 4   | 0  | 0  | 0  | 2  |
| NHL totalt  | NHL totalt            | NHL totalt  | 854 | 160 | 214 | 374 | 210 | 109 | 23 | 23 | 46 | 26 |
| AHL totalt  | AHL totalt            | AHL totalt  | 104 | 36  | 57  | 93  | 25  | —   | —  | —  | —  | —  |
| NCAA totalt | NCAA totalt           | NCAA totalt | 143 | 73  | 89  | 162 | 42  | —   | —  | —  | —  | —  |